# تری‌نیترومتان
تری‌نیترومتان (به انگلیسی: Trinitromethane) با فرمول شیمیایی CHN۳O۶ یک ترکیب شیمیایی است. که جرم مولی آن 151.04 g/mol می‌باشد. شکل ظاهری این ترکیب، بلورهای زرد رنگ‌پریده است.